# N'Djamena
N’Djamena, với dân số 721.000 (2005) là thủ đô và thành phố lớn nhất nước Tchad. Đây cũng là trung tâm văn hóa, hành chính và kinh tế toàn quốc, chủ yếu là nơi mua bán gia súc, muối, chà là và ngũ cốc. Kỹ nghệ chính là ngành chế biến thịt.
Thành phố N'Djamena nằm phía tây Nam nước Tchad và cũng là lỵ sở tỉnh (Prefecture) Chari-Baguirmi. Nằm trên sông Chari gần hợp lưu với sông Logone, N'Djamena có cầu nối với bờ sông đối diện là thị trấn Kousséri, thuộc nước Cameroon.

## Lịch sử
N'Djamena do sĩ quan Pháp Emile Gentil thành lập năm ngày 29 Tháng Năm năm 1900 với tên Fort-Lamy để kỷ niệm Amédée-Francois Lamy, người chỉ huy bị giết trong trận Kousséri trước đó mấy ngày. Thời Pháp thuộc thành phố phát triển thành một trạm quân sự và thương mại của Tây Phi thuộc Pháp. Dân số năm 1937 được ghi là 9.976. Mười năm sau tăng thành 18.485. Sau khi giành độc lập năm 1960 dân số thành phố đạt 126.483 người (1968). Năm 1973 tên Fort-Lamy được thay thế với tên N'Djamena dưới chủ trương dùng tên thổ ngữ của tổng thống François Tombalbaye. Vào những năm 1979-1980, thành phố bị phá hủy trong cuộc nội chiến Tchad. Dân chúng phải tản cư nhưng sang đầu thập niên 1990 dân số đã hồi phục, vượt con số nửa triệu (529.555 vào năm 1993). Năm 2006 quân phiến loạn FUC (Front uni pour le changement) mở cuộc tấn công thành phố nhưng không chiếm được. Đầu năm 2008 thì hai nhóm chống chính phủ khác là UFDD và RFC (Rassemblement des forces démocratiques) uy hiếp thành phố, gây thiệt hại và xáo trộn lớn.

## Dân cư, thắng tích và cơ sở giáo dục

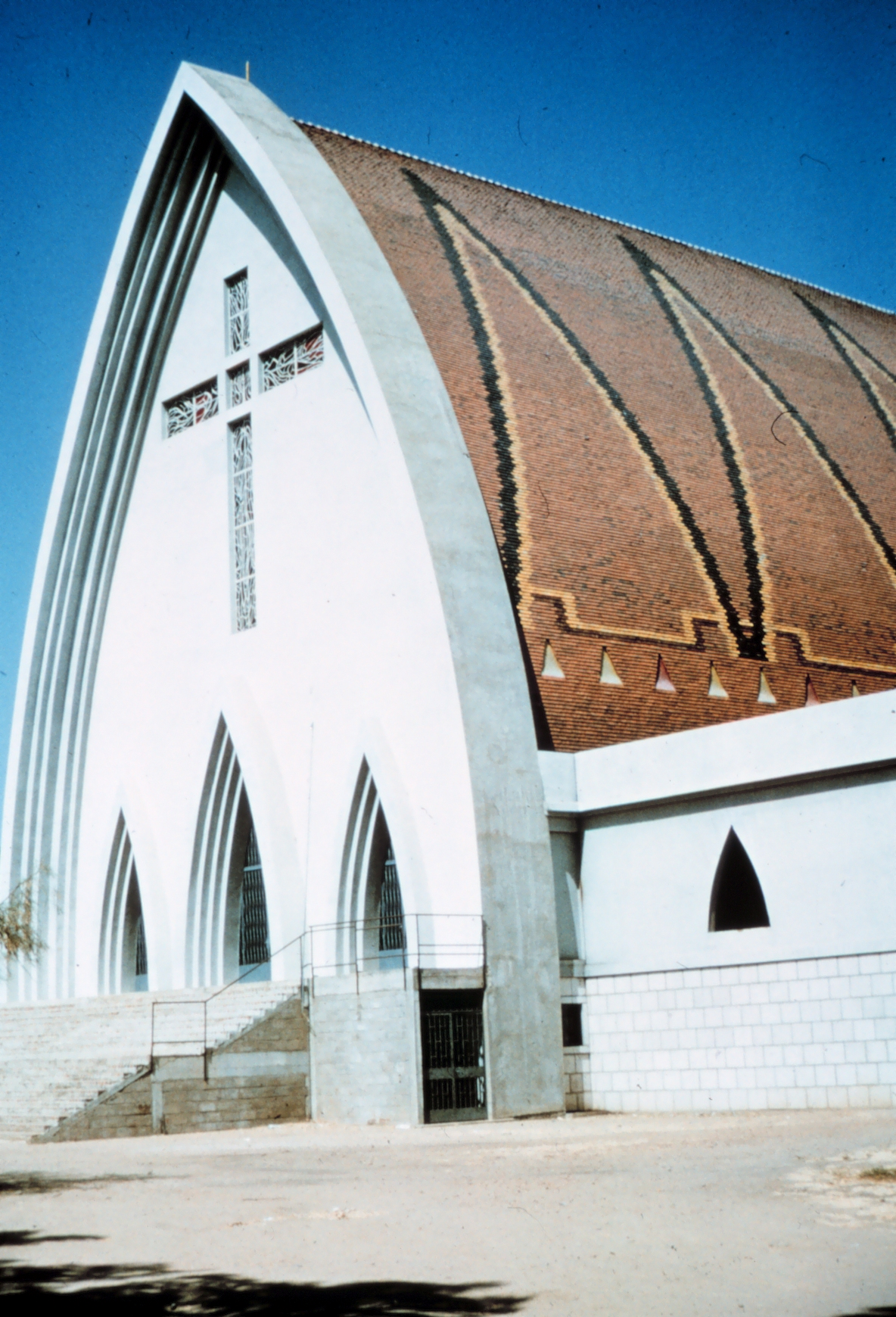
Nhà thờ N'Djamena

N'Djamena có nhiều sắc tộc nhưng văn hóa chính là văn hóa Hồi giáo. Các sắc dân góp phần tạo nên N'Djamena là Ngambaye (16,41%), Ả rập Tchad (11,08%), Hadjerai (9,15%), Daza (6,97%), Biala (5,83%) và Kanembu (5,8%).
Thành phố có Đại giáo đường Hồi giáo và nhà thờ lớn do người Pháp xây dựng vào thời thuộc địa. Thành phố cũng có các phế tích cổ đại của nền văn hóa Sao.
Đáng kể trong các cơ sở văn hóa là Bảo tàng Viện Quốc gia Tchad.
N'Djamena có trường đại học, trường hành chánh và trường thú y cùng một số trường trung học.

## Địa lý và Giao thông
N'Djamena nằm ở vĩ độ 12°6'47" bắc, 15°2'57" đông. Về mặt hành chính N'Djamena được chia thành 10 quận (arrondissement). Thành phố có khu thương mại Nassara và các khu dân cư Mbololo, Chagua, Paris Congo và Moursal.
Thành phố này cũng là trung tâm giao thông của Tchad với nhiều tuyến đường bộ và một sân bay quốc tế (mã số IATA là NDJ). Thành phố là đầu tuyến của Xa lộ Xuyên Sahel (Trans-Sahelian Highway) nối Tchad với các nước Đông Phi Châu. Xa lộ Tripoli—Cape Town (Bắc nam châu Phi) cũng băng ngang thành phố.
Khi thành lập, thành phố là một giang cảng trên sông Chari nhưng ngày nay lưu thông bằng thuyền không đáng kể.
N'Djamena không có đường sắt.

## Khí hậu
| Dữ liệu khí hậu của N'Djamena (1961–1990) | Dữ liệu khí hậu của N'Djamena (1961–1990) | Dữ liệu khí hậu của N'Djamena (1961–1990) | Dữ liệu khí hậu của N'Djamena (1961–1990) | Dữ liệu khí hậu của N'Djamena (1961–1990) | Dữ liệu khí hậu của N'Djamena (1961–1990) | Dữ liệu khí hậu của N'Djamena (1961–1990) | Dữ liệu khí hậu của N'Djamena (1961–1990) | Dữ liệu khí hậu của N'Djamena (1961–1990) | Dữ liệu khí hậu của N'Djamena (1961–1990) | Dữ liệu khí hậu của N'Djamena (1961–1990) | Dữ liệu khí hậu của N'Djamena (1961–1990) | Dữ liệu khí hậu của N'Djamena (1961–1990) | Dữ liệu khí hậu của N'Djamena (1961–1990) |
| Tháng                                     | 1                                         | 2                                         | 3                                         | 4                                         | 5                                         | 6                                         | 7                                         | 8                                         | 9                                         | 10                                        | 11                                        | 12                                        | Năm                                       |
| ----------------------------------------- | ----------------------------------------- | ----------------------------------------- | ----------------------------------------- | ----------------------------------------- | ----------------------------------------- | ----------------------------------------- | ----------------------------------------- | ----------------------------------------- | ----------------------------------------- | ----------------------------------------- | ----------------------------------------- | ----------------------------------------- | ----------------------------------------- |
| Trung bình ngày tối đa °C (°F)            | 32.4 (90.3)                               | 35.2 (95.4)                               | 38.7 (101.7)                              | 41.0 (105.8)                              | 39.9 (103.8)                              | 37.2 (99.0)                               | 33.5 (92.3)                               | 31.6 (88.9)                               | 33.7 (92.7)                               | 36.9 (98.4)                               | 35.8 (96.4)                               | 33.5 (92.3)                               | 35.8 (96.4)                               |
| Tối thiểu trung bình ngày °C (°F)         | 14.3 (57.7)                               | 16.6 (61.9)                               | 21.0 (69.8)                               | 24.8 (76.6)                               | 25.8 (78.4)                               | 24.7 (76.5)                               | 23.1 (73.6)                               | 22.4 (72.3)                               | 22.7 (72.9)                               | 21.8 (71.2)                               | 17.8 (64.0)                               | 14.8 (58.6)                               | 20.8 (69.4)                               |
| Lượng Giáng thủy trung bình mm (inches)   | 0.0 (0.0)                                 | 0.0 (0.0)                                 | 0.3 (0.01)                                | 10.3 (0.41)                               | 25.8 (1.02)                               | 50.3 (1.98)                               | 144.0 (5.67)                              | 174.4 (6.87)                              | 84.3 (3.32)                               | 20.3 (0.80)                               | 0.1 (0.00)                                | 0.0 (0.0)                                 | 509.8 (20.07)                             |
| Độ ẩm tương đối trung bình (%)            | 29                                        | 23                                        | 21                                        | 28                                        | 39                                        | 52                                        | 68                                        | 76                                        | 72                                        | 49                                        | 33                                        | 31                                        | 43                                        |
| Số giờ nắng trung bình tháng              | 297.6                                     | 277.2                                     | 282.1                                     | 273.0                                     | 285.2                                     | 258.0                                     | 213.9                                     | 201.5                                     | 228.0                                     | 285.2                                     | 300.0                                     | 303.8                                     | 3.205,5                                   |
| Nguồn: NOAA                               |                                           |                                           |                                           |                                           |                                           |                                           |                                           |                                           |                                           |                                           |                                           |                                           |                                           |